# تيد ستيفنز (مغني)
تيد ستيفنز (بالإنجليزية: Ted Stevens)‏ هو مغني أمريكي، ولد في 4 يوليو 1975.